# Leptopteromyia brasilae
Leptopteromyia brasilae är en tvåvingeart som beskrevs av Martin 1971. Leptopteromyia brasilae ingår i släktet Leptopteromyia och familjen rovflugor. Inga underarter finns listade i Catalogue of Life.